# Comuna Cosminele, Prahova
Cosminele (denumită în trecut și Cosmina) este o comună în județul Prahova, Muntenia, România, formată din satele Cosmina de Jos (reședința), Cosmina de Sus, Drăghicești și Poiana Trestiei.

## Așezare
Comuna se află în partea central-nordică a județului, în zona cursului superior al râului Cosmina, afluent al Mislei, râuri din bazinul hidrografic al Teleajenului. Este deservită de șoseaua județeană DJ218, care o leagă spre sud de Vâlcănești și Dumbrăvești.

## Demografie
Componența etnică a comunei Cosminele
     Români (97,73%)
     Alte etnii (0%)
     Necunoscută (2,27%)
Componența confesională a comunei Cosminele
     Ortodocși (97,19%)
     Alte religii (0,43%)
     Necunoscută (2,38%)
Conform recensământului efectuat în 2021, populația comunei Cosminele se ridică la 926 de locuitori, în scădere față de recensământul anterior din 2011, când fuseseră înregistrați 1.068 de locuitori. Majoritatea locuitorilor sunt români (97,73%), iar pentru 2,27% nu se cunoaște apartenența etnică. Din punct de vedere confesional, majoritatea locuitorilor sunt ortodocși (97,19%), iar pentru 2,38% nu se cunoaște apartenența confesională.

## Politică și administrație
Comuna Cosminele este administrată de un primar și un consiliu local compus din 9 consilieri. Primarul, Iulian Nae[*], de la Partidul Național Liberal, este în funcție din octombrie 2020. Începând cu alegerile locale din 2024, consiliul local are următoarea componență pe partide politice:
|  | Partid                          | Consilieri | Componența Consiliului | Componența Consiliului | Componența Consiliului | Componența Consiliului | Componența Consiliului | Componența Consiliului |
|  | ------------------------------- | ---------- | ---------------------- | ---------------------- | ---------------------- | ---------------------- | ---------------------- | ---------------------- |
|  | Partidul Național Liberal       | 6          |                        |                        |                        |                        |                        |                        |
|  | Partidul Social Democrat        | 2          |                        |                        |                        |                        |                        |                        |
|  | Alianța pentru Unirea Românilor | 1          |                        |                        |                        |                        |                        |                        |

## Istorie
La sfârșitul secolului al XIX-lea, comuna făcea parte din plaiul Vărbilău al județului Prahova și era formată din satele Cosmina de Jos, Cosmina de Sus, Poiana Trestiei și Podu Ursului, totalizând 1161 de locuitori. În comună se aflau o școală deschisă în acea perioadă, cu 48 de elevi în 1892 (din care 5 fete), 2 biserici (una în Cosmina de Jos și una în Cosmina de Sus) și o moară de mălai. În 1925, este consemnată în aceeași plasă și cu aceeași compoziție, având o populație de 1654 de locuitori.
Satul Podu Ursului a fost transferat comunei Livadea în 1931, iar comuna s-a numit temporar, începând de atunci, Cosmina. În 1950, a trecut la raionul Teleajen din regiunea Prahova și apoi (după 1952) din regiunea Ploiești. În 1968 a revenit la județul Prahova, cu componența actuală.

## Monumente istorice
Zece obiective din comuna Cosminele sunt incluse în lista monumentelor istorice din județul Prahova ca monumente de interes local, toate fiind clasificate ca monumente de arhitectură și aflându-se în satul Cosmina de Sus: casa cu demisol comercial Mihail Alexandrescu (sfârșitul secolului al XIX-lea); casa cu prăvălie Zamfira Stănescu (1932); și casele Nicolae Ghioca, Călin Olărescu, Anica Simache, Ecaterina Peneș, Maria Săndulescu (începutul secolului al XX-lea), Ion Dima (1909), Maria Ionescu (1930) și Viorel Sultan (1931).